# Banbaşı
Banbaşı är en ort i Azerbajdzjan.   Den ligger i distriktet Masallı Rayonu, i den sydöstra delen av landet, 180 kilometer sydväst om huvudstaden Baku. Banbaşı ligger 25 meter över havet och antalet invånare är 2 290.
Terrängen runt Banbaşı är huvudsakligen platt, men åt sydväst är den kuperad. Runt Banbaşı är det ganska tätbefolkat, med 230 invånare per kvadratkilometer.. Närmaste större samhälle är Arkewan, 2,9 kilometer sydost om Banbaşı.
Trakten runt Banbaşı består till största delen av jordbruksmark.